# Левченки (Роменський район)
Левченки́ — село в Україні, в Сумській області, Роменському районі. Населення становить 184 особи. Входить до складу Роменської міської громади. До 2020 орган місцевого самоврядування — Довгополівська сільська рада.

## Географія
Село Левченки розташоване за 2,5 км від лівого берега річки Олава. Розташоване на відстані 1,5 км від села Довгополівка, за 2 км від сіл Зеленівщина та Коржі, за 5 км від міста Ромни.
Селом протікає річка Рашівка. Поруч пролягає автомобільний шлях Н07.

## Історія
Село постраждало внаслідок геноциду українського народу, проведеного урядом СРСР в 1932—1933 та 1946—1947 роках.
12 червня 2020 року, відповідно до розпорядження Кабінету Міністрів України № 723-р «Про визначення адміністративних центрів та затвердження територій територіальних громад Сумської області», село увійшло до складу Роменської міської громади.
19 липня 2020 року, в результаті адміністративно-територіальної реформи та ліквідації Роменського району(1930—2020), увійшло до складу новоутвореного Роменського району.

## Населення

### Мова
Розподіл населення за рідною мовою за даними перепису 2001 року:
| Мова       | Кількість | Відсоток |
| ---------- | --------- | -------- |
| українська | 183       | 99.46%   |
| російська  | 1         | 0.54%    |
| Усього     | 184       | 100%     |

## Економіка
- Молочно-товарна ферма.
- КСП «Левченковське».

## Соціальна сфера
- Школа.

## Відомі люди
- Ковбаса Яків Федосійович (1920—2001) — архітектор, художник
- Кривокобильський Монан Павлович — діловод господарчої частини 2-ї бригади 4-ї Київської дивізії Армії УНР, Герой Другого Зимового походу